# Miramont-d’Astarac
Miramont-d’Astarac – miejscowość i gmina we Francji, w regionie Oksytania, w departamencie Gers.
Według danych na rok 1990 gminę zamieszkiwały 314 osoby, a gęstość zaludnienia wynosiła 21 osób/km² (wśród 3020 gmin regionu Midi-Pyrénées Miramont-d’Astarac plasuje się na 753. miejscu pod względem liczby ludności, natomiast pod względem powierzchni na miejscu 768.).